# 転送装置

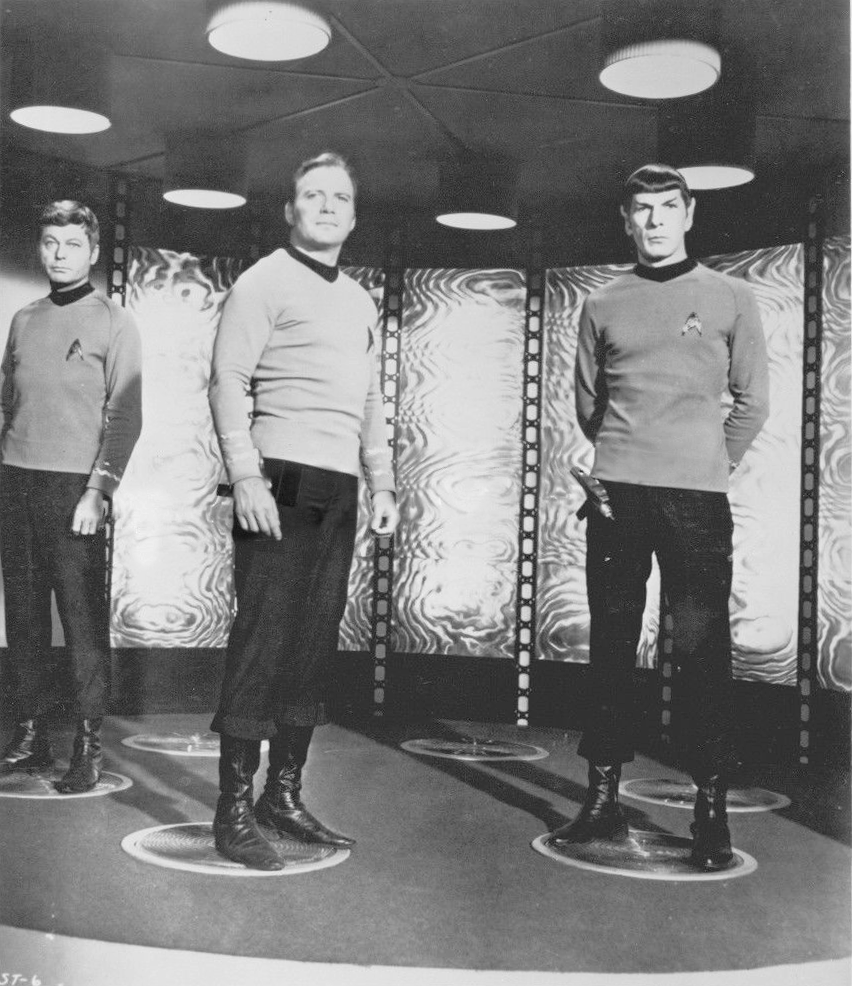
『スタートレック』の転送装置。

転送装置（てんそうそうち）とは、それ自体が移動する事なく、物体を瞬間的に遠隔地へ送り届ける架空の装置である。物質転送機など作品によって名称が違う場合もあるが、SFにしばしば登場する輸送手段の一つで、特にアメリカのSFテレビドラマ『スタートレック』シリーズのものがよく知られている。

## 転送の原理による分類

### ビーム方式
『スタートレック』の転送（transport）に代表される。物質を量子レベルにまで分解し、「転送ビーム」に乗せてエネルギー波として運び、目的地で再物質化するというもの。貨物はおろか、生きている人間でも転送できる。この技術により、宇宙艦のクルーは惑星上陸する際にいちいち母艦やシャトルで大気圏突入する必要がなくなった。というのも、23世紀を舞台とする『宇宙大作戦』の制作開始当初、シャトルによる惑星への上陸シーンは撮影技術上制作が困難であり、それを回避するために転送装置が導入されたという背景がある。
なお劇中では転送はしばしば物語の奇抜な展開の理由づけに使われており、船医のレナード・マッコイのように転送を嫌う者もいる。原語では「転送」の命令を、「beam up」「beam in」「energize」と呼ぶ。

#### 概要
アインシュタインによれば、物質の質量とエネルギーは相互に変換することができ、ヒッグスによれば質量はエネルギーのひとつの形態とされた。スタートレックの転送は専用の転送装置によって物質をエネルギー態「転送パターン」に変換したのち、それをビームに載せて移動させ、目的地にて再物質化をする架空の技術である。
転送対象としてロックされた貨物や人間は、環状抑制ビーム（Annular Confinement Beam/ACB）によって捉えられ、位相変換コイルにより転送パターンと呼ばれるエネルギー態に分解される。転送パターンはパターンバッファに蓄えられた後、船体外部隔壁に設置されている転送ビームエミッタから目的地まで放射される。量子レベルの超ミクロの世界では波と粒子は同質の存在であるため、転送パターンは環状抑制ビームに乗って目的地まで運ばれ、そこで再物質化される。送信転送機さえあれば受信転送機は必ずしも必要ではなく、さらに高度なテクノロジーを持つ宇宙艦は送受信に転送装置を直接介さない「サイト・トゥ・サイト」と呼ばれる転送が可能であるが、安全性を考慮して、緊急時以外は送受信のどちらかに転送機を用いる。また船体を保護する防御シールドを貫通しての転送は基本的に不可能である。
24世紀のU.S.S.エンタープライズNCC-1701-Dの転送可能距離は40000kmと言われており、その用途は人員輸送だけでなく宇宙空間に漂うサンプルの採取、人員の救助・回収、危険な物質の船外排出など、転送はスタートレックの宇宙艦において欠かせない技術となっている。しかし物語の都合上、パターンが失われての死亡、パラレルワールドへの移動、転送対象の若返りや合体、分裂等、しばしばドラマの奇抜な展開の理由づけに利用される。なお「環状抑制ビーム」、「パターンバッファ」などの単語は劇中の転送トラブル中によく聞くことができるので、原理を知っているとよりドラマを楽しむことができる。
『スタートレック：ヴォイジャー』21話や『スタートレック：ピカード』1～3話などを見るに地球では公共の転送装置を使って世界中のあらゆる場所に一瞬で移動が可能である。『スタートレック：ディスカバリー』シーズン3の32世紀の転送装置に至っては24世紀のような据え置き式ではなく、胸元につけるコムバッジ（通信・翻訳機）に転送機能が組み込まれており、ユーザーはバッジをたたくだけで様々な場所に瞬間移動できる。
転送は設定によっては超光速のビームであることもあり、『スタートレック：ヴォイジャー』10話「転送４万光年」と『スタートレック：ピカード』6話「不可能の箱」に登場したシカリス人の次元転送や、劇場版スタートレック第11、12作目に登場したトランスワープ転送がそれにあたる。
使用例（下段は作品内での名称）
- 『スタートレック』（テレビドラマ・映画）
転送装置
- 『ハエ男の恐怖』（映画）
物質電送機
- 『ザ・フライ』／『ザ・フライ2 二世誕生』（映画）
物質転送機（テレポッド）
- 『電送人間』（映画）
物質電送機
- 『ウルトラセブン』29話「ひとりぼっちの地球人」（テレビドラマ）
電送移動機
- 『ノウンスペース・シリーズ』（小説）
転移ボックス、跳躍円盤（ステッピング・ディスク）
- 『ルイージマンション2』（ゲーム）
ゴーゴーカメラ
- 『星のカービィ (アニメ)』（アニメ）
デリバリーシステム
- 『GANTZ』（漫画）
GANTZシステム、Yガン

### データ化方式
生物や物体をデータに変換し、通信によって転送、転送先で元の姿に戻すもの。やはり超光速通信で送られるものもある。
- 『ポケットモンスター』（ゲーム）
ポケモン預かりシステム（データ状態での保管も可能。データ化は人間の技術ではなくポケモン固有の能力とされる）
- 『スターオーシャン Till the End of Time』（ゲーム）
- ウィル・マッカーシイの『コラプシウム』に登場する「ファックス」

### ワープ方式
ワープによるもの。
使用例
- 『〈ジーリー〉シリーズ』（小説、スティーヴン・バクスター）
ワームホール
- 『地球連邦の興亡』（小説、佐藤大輔）
ハイゲート
- 『ドラえもん』（漫画、藤子・F・不二雄）
どこでもドア
- 『スターゲイト』（映画・テレビドラマ）
スターゲイト
- 『機甲界ガリアン』（アニメ）
超空間転移機
- 『2001年宇宙の旅』（小説・映画）
スターゲート

### 原理不明
- 『宇宙戦艦ヤマト』（アニメ）
瞬間物質移送器
- 『ギャラクシー・クエスト』（映画）
デジタル・コンベアー - スタートレックのパロディ作品。惑星上から艦長を転送するのに使用した。地球人以外の生命体を転送した際、転送事故を起こした。
- 『グイン・サーガ』（小説）
古代機械、物質転送機、カイサールの転送装置
- 『ゴジラvsキングギドラ』（映画)
23世紀からやって来た未来人のタイムマシン「KIDS」に搭載された。
- 『トランスフォーマー・シリーズ』（アニメ）
スペースブリッジ